# Cirkusgymnasiet

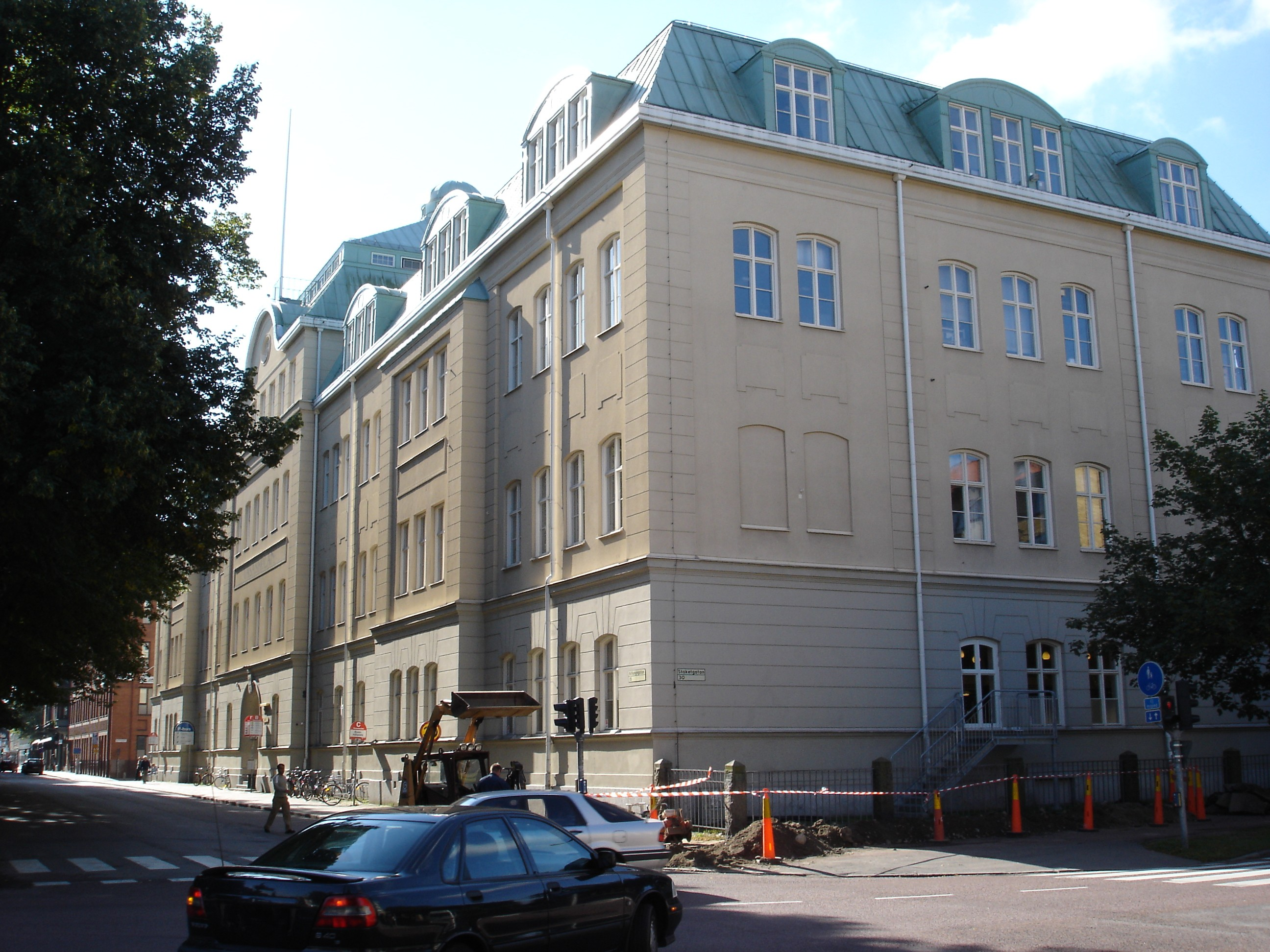
Vasaskolan där utbildningen var inrymd.

Cirkusgymnasiet var en gymnasieutbildning med inriktning på cirkus vid Vasaskolan i Gävle åren 1988–2017.
Utbildningen startades som tvåårig estetisk-praktisk linje på försök, blev senare treårig gymnasieskola och Nordens första gymnasieutbildning inom cirkus. Hälften av skoltiden ägnades åt vanliga skolämnen, resten åt akrobatik, lindans, jonglering, konstcykling, andra cirkusämnen och teater, varefter eleverna specialiserade sig inom ett eller två områden. Från 1989 ledde Seved Bornehed uppbyggnaden av utbildningen. Från 1993 och några år framåt samarbetade cirkuslinjen med Furuviksbarnen och cirkusundervisningen ägde dels rum i Vasaskolans ombyggda gymnastikhus, dels i Furuviksparkens cirkusbyggnad. Varje år togs som mest 16 elever ut till utbildningen efter antagningsprov. Utbildningen har sedan 1994 varit riksrekryterande. Flera utexaminerade elever har gått vidare till cirkus- eller clownskolor i övriga Europa eller i Kanada och USA. Sommaren 1996 turnerade eleverna i Sverige och på Åland med en egen cirkus, kallad Cirkus National.
Utbildningen lades ned efter vårterminens utgång 2017.

## Alumni
- Vazir Varieté
- Tobias Törnell
- Johan Wellton